# Jorge Aguilar (calciatore)
Jorge Luis Aguilar Miranda, noto semplicemente come Jorge Aguilar (Paraguarí, 4 febbraio 1993), è un calciatore paraguaiano, difensore dell'Independiente.

## Caratteristiche tecniche
È un difensore centrale.

## Carriera
Acquistato dal General Caballero nel 2016, vi ha militato fino al 2018 collezionando 34 presenze prima di passare al Dep. Santaní}. Con il club bianconero ha disputato due stagioni nella massima divisione paraguaiana disputando anche 4 incontri in Coppa Sudamericana, prima di passare in prestito al Querétaro nel gennaio 2020.